# Монское письмо

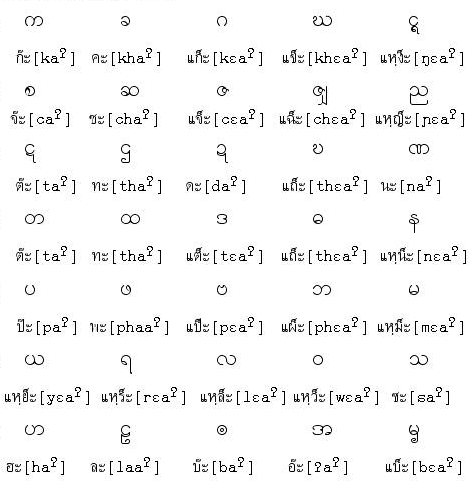

Монское письмо (мон. အက္ခရ်မန်ဗၟ) — система письма, используемая для записи монского языка. Современная графика, за исключением четырёх букв, совпадает с бирманской. К древнейшим найденным надписям на монском языке относится надпись на стеле Мьязейди на территории Бирмы и каменные надписи в провинции Сарабури в Таиланде. История происхождения древнего монского письма недостаточно изучена и не имеет общепринятой версии. Среди вариантов происхождения чаще всего проводится связь с письменностью государства Паллава.